# Desmodium muelleri
Desmodium muelleri är en ärtväxtart som beskrevs av George Bentham. Desmodium muelleri ingår i släktet Desmodium och familjen ärtväxter. Inga underarter finns listade i Catalogue of Life.